# Underground v Rychnově
Rychnovská undergroundová komunita existovala v letech 1976–1978 v Rychnově, okres Děčín. V druhé polovině sedmdesátých let 20. století se undergroundové komunity kvůli represálním opatřením normalizačních komunistů začaly usazovat na venkově. Jedním z takových míst byl i Rychnov. Po zničení rychnovské usedlosti vzniklo další a známější centrum druhé kultury; jednalo se o Novou Vísku zřízenou v roce 1978.

## Budova

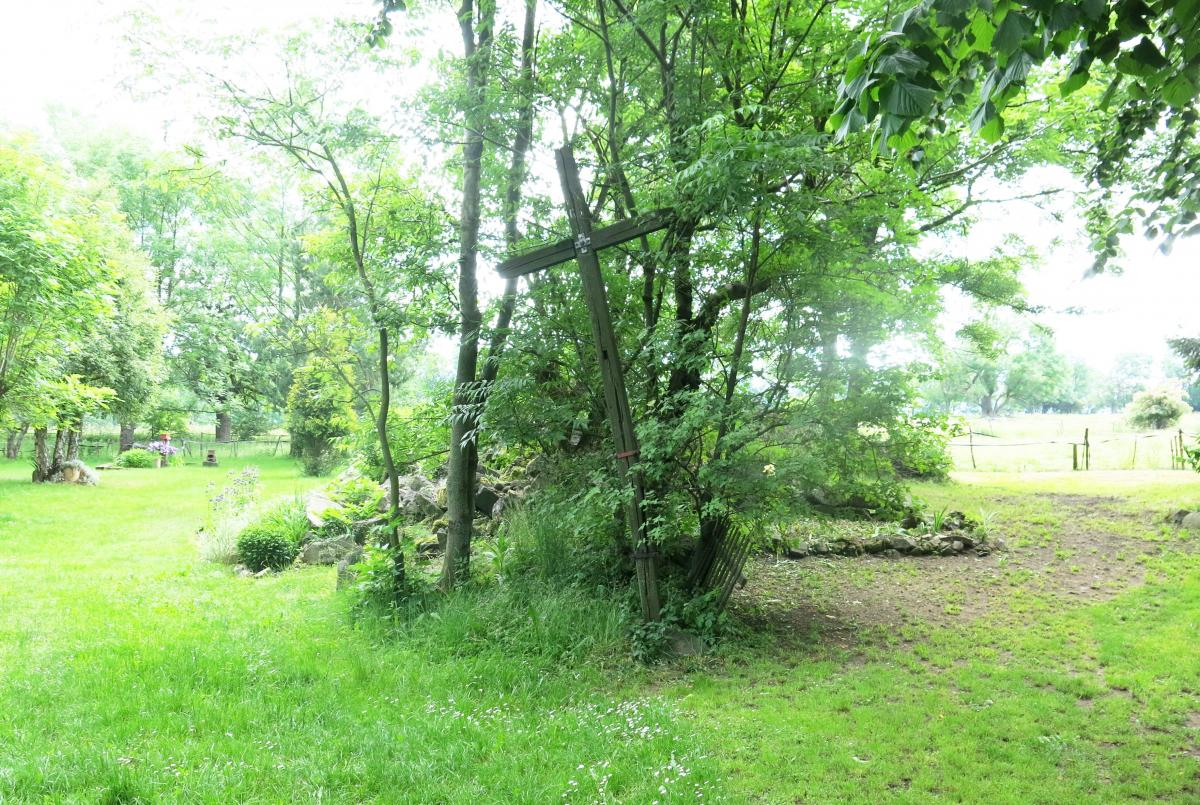
Drobná lidová památka v Rychnově

Asi za sedm tisíc korun si manželé Jan a Květoslava Princovi koupili v roce 1976 velký jednopatrový dům s tanečním sálem v Rychnově. Kromě vlastního bydlení zde chtěli pořádat koncerty, výstavy a různá setkání svých přátel, což se později dělo. Kvůli těmto aktivitám bylo manželům před začátkem léta 1978 oznámeno, že jim bude dům vyvlastněn a zbourán pro plánované zřízení autobusové smyčky. Dům sice do povětří vyhozen byl, ale ke zřízení smyčky nikdy nedošlo.

## Aktivity
Květa Princová se pohybovala v disentu, byla kamarádkou Dany Němcové, znala se s Věrou Jirousovou, Julianou Jirousovou, Martinem i dalšími disidenty. Po podpisu Charty 77 přišla o práci a její manžel byl rovněž nezaměstnaný. Podle místních novin Průboj ze dne 29. 1. 1977 přebývala v jejich rychnovském domě „galérka chátry 77“. V Rychnově u Princových býval oslavován Silvestr a o víkendech probíhala různá přátelská setkání lidí z okruhu undergroundové komunity nejen ze severních Čech.

### Koncert Plastiků
Paul Wilson žil v Praze a do roku 1972 byl zpěvákem kapely The Plastic People of the Universe (Plastici). V roce 1977 byla Státní bezpečnost přesvědčena, že do západních médií poslal zprávu o procesu s touto skupinou, dále měla StB informace o tom, že se Wilson začíná stýkat s Petrem Pithartem, signatářem Charty 77. Proto mu bylo zrušeno povolení k pobytu v Československu. Vyhoštěn byl zprvu k 6. květnu, poté k 10. srpnu a ve výsledku k 15. červenci 1977. Po odjezdu měl být Wilson zapsán do seznamu „nežádoucích“ návštěvníků Československa. Jeho „celkovou činnost“ začal v roce 1977 monitoroval agent Státní bezpečnosti zvaný Fox, vlastním jménem Josef Hrubý – přítel Ivana M. Jirouse.
Dne 9. července 1977 se Plastici s Wilsonem rozloučili koncertem uspořádaným v domě manželů Princových v Rychnově. Sestavu hudebníků tvořili: Milan Hlavsa, Josef Janíček, Jiří Kabeš, Pavel Zeman a Otakar Michl. Ivan M. Jirous, manažer kapely, „seděl“ ve vězení na Mírově a na akci se nepodílel. Na koncertě Plastiků zazněly osvědčené písničky od The Fugs a The Velvet Underground; anglicky zpíval Paul Wilson. Hosté i hudebníci se na koncert začali sjíždět už v pátek 8. července.
Díky udavačství výše zmíněného „Foxe“ byly represální složky státu na akci připraveny. Ve vesnici zřídily pozorovatelnu s kamerou obsluhovanou čtyřmi muži, osm estébáků ve třech autech operovali po vesnici a rovněž se zde nacházelo deset aut s uniformovanými příslušníky Veřejné bezpečnosti. Příčina k policejnímu zásahu (dělbuchy v poklidné vesnici) pocházela z řad StB. Koncertu se zúčastnilo asi 60 lidí, všichni byli při policejním zásahu prohledáni a zapsáni. Zadrženo bylo deset osob: Paul Wilson, Jan Princ, Milan Hlavsa, Jiří Němec, Svatopluk Karásek, Jana Převratská, Petr Prokeš, Miroslav Skalický, František Stárek a Miluše Števichová. Jan Princ byl za uspořádání nikoho nerušícího koncertu v uzavřeném, odlehlém a soukromém objektu odsouzen k tříměsíčnímu trestu odnětí svobody nepodmíněně, ostatní byli propuštěni. Paul Wilson musel opustit Československo do půlnoci 15. července 1977.